# Nicola Cavanis
Nicola Cavanis (Munique, 17 de Dezembro de 1998) é uma modelo e celebridade de internet alemã. 

## Carreira
Cavanis teve sua primeira experiência como modelo aos sete anos, quando desfilou para a coleção infantil da Escada, onde sua mãe trabalhava. Após terminar o ensino médio, aos dezessete anos, ela assinou um contrato com uma agência de modelos. Após concluir seu treinamento como agente de seguros e finanças na WWK e obter seu diploma de entrada em uma faculdade técnica, Cavanis começou a fazer da modelagem sua profissão principal.
Cavanis trabalha principalmente como modelo de lingerie. Ela trabalhou com várias empresas e marcas, incluindo Puma, Victoria's Secret, MCM by Modern Creation Munich, Zalando, Sans Complexe, Women's Secret, New Yorker, S-Shaped, s.Oliver, Empreinte, Tchibo, Cupshe, Lanasia, Ysabel Mora, entre outras, e Oro Vivo, que pertence à Golay-Buchel Holding. Em setembro de 2019, ela estava na capa da revista Shape Germany, em fevereiro de 2021, ela filmou um comercial para a Nivea. Em 2023, Cavanis foi, entre outras coisas, uma modelo no desfile de moda de cruzeiro da fabricante francesa de lingerie Etam, o rosto da campanha InStyle e da Vogue Germany para uma sessão de fotos para a Lacoste.
Emm seus perfis nas redes sociais, conta com mais de 2 milhões de seguidores. Nicola Cavanis mora em Munique e tem contrato com a Munich Models Germany.

## Vida pessoal
Ela está em um relacionamento com o jogador de futebol Mats Hummels desde o final de 2023.

## Filmografia
| Ano  | Título                | Papel     | Notas          | Ref.   |
| ---- | --------------------- | --------- | -------------- | ------ |
| 2023 | Etam Cruise 2023 Show | Ela mesma | Curta-metragem | [ 10 ] |